# Saint Ann's Bay
Saint Ann's Bay es la capital de la parroquia de Saint Ann, en el norte de Jamaica, dentro del condado de Middlesex ubicándose en el centro del territorio jamaicano. Durante el dominio español se conoció como Sevilla la Nueva.
Marcus Garvey, héroe nacional de Jamaica, nació en esta localidad.

## Población
La población de esta ciudad se encuentra compuesta por un total de 14.923 personas, según las cifras que arrojaron el censo llevado a cabo en el año 2009.